# لوغو

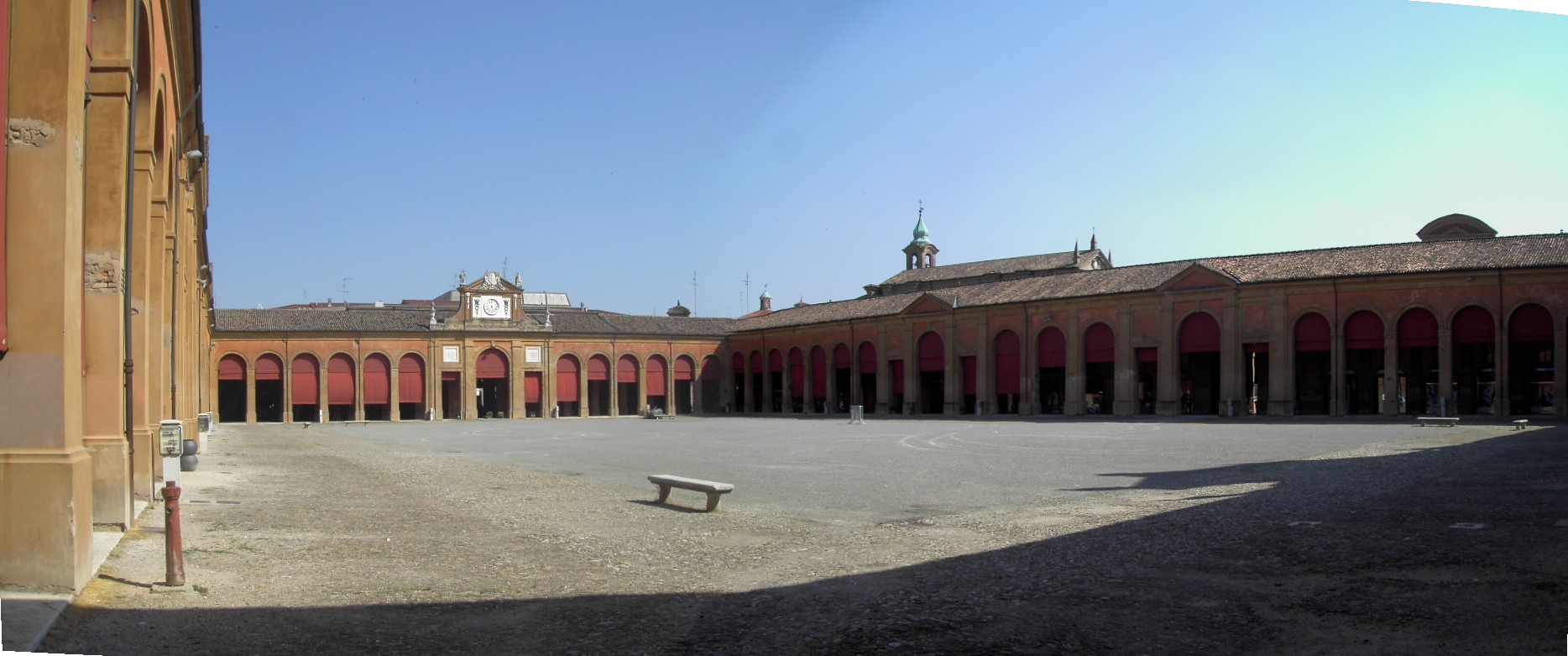
بافاليوني

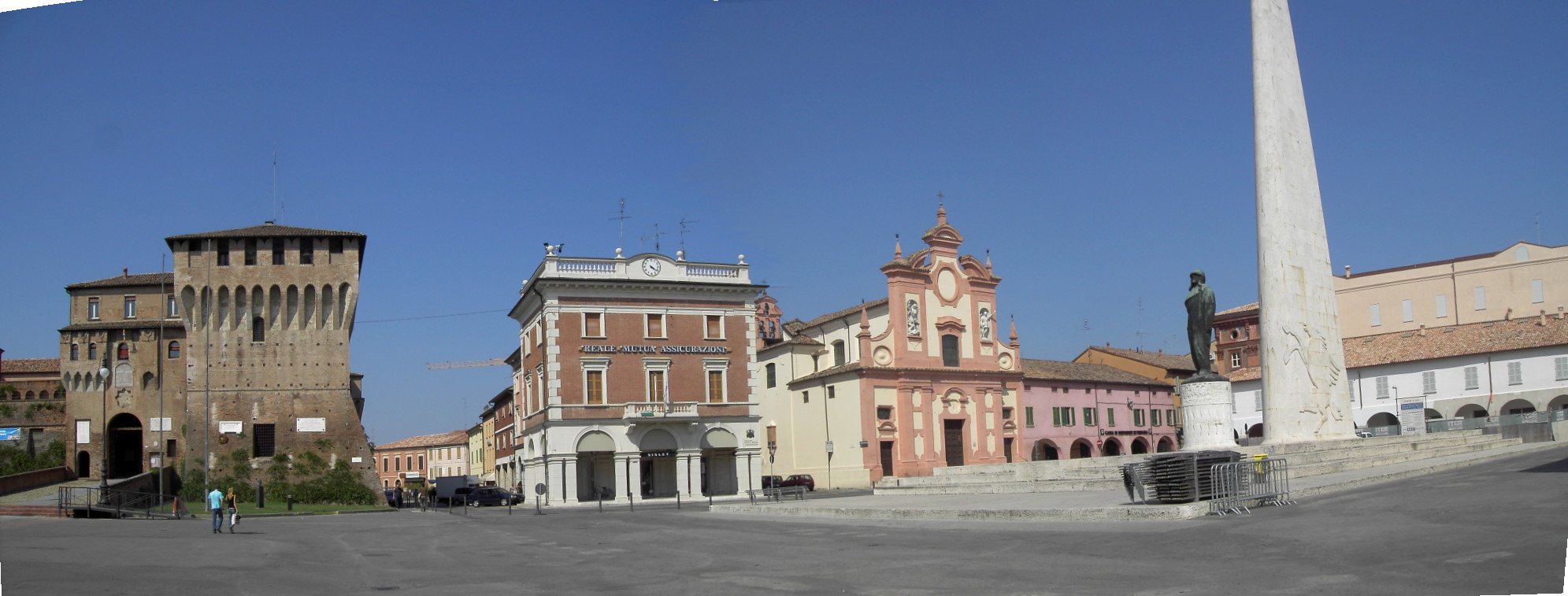
الساحة المركزية.

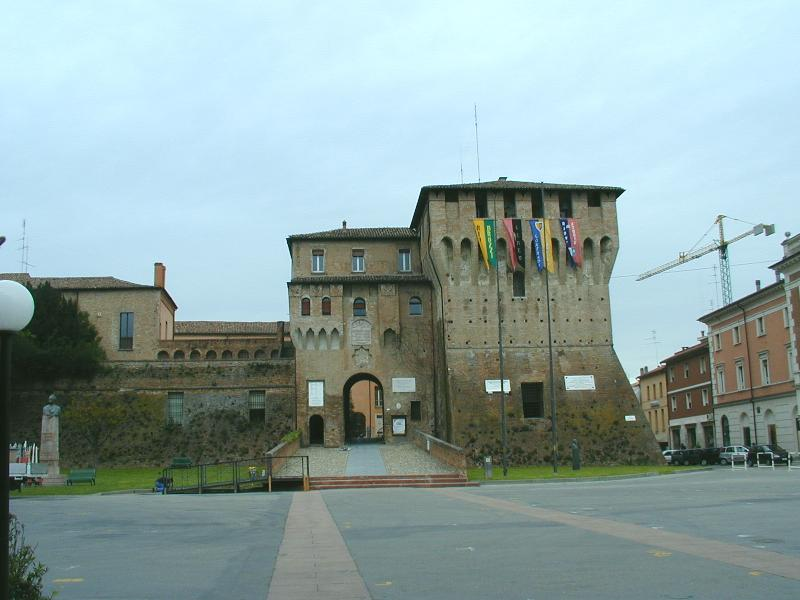
The Este Castle.

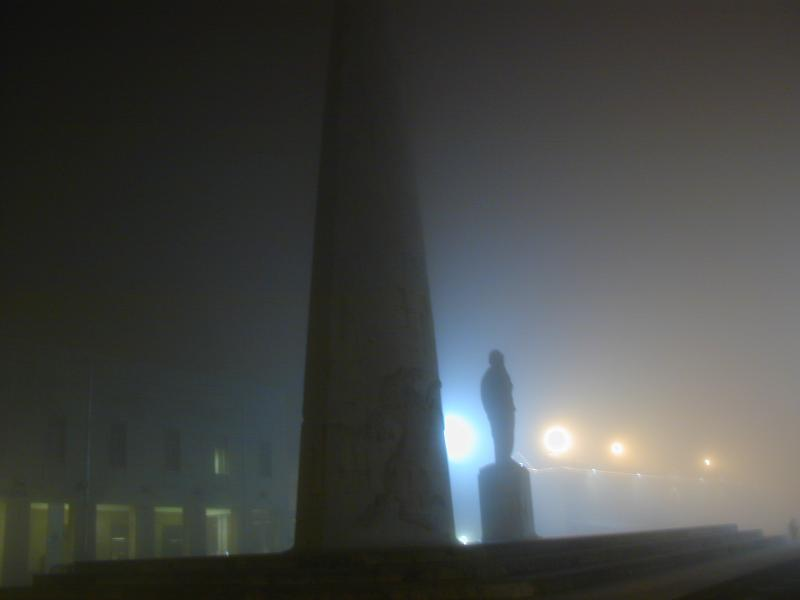
نصب باراكا

لوغو (بالإيطالية: Lugo)‏ مدينة شمال إيطاليا في مقاطعة رافينا ضمن إقليم إميليا رومانيا، أشير إليها أول مرة عام 782 م، وسميت Lucus لوكس عام 1071 م، عدد سكانها 31.927 نسمة.

## السكان
في سنة 1861 بلغ عدد السكان 22٬787 نسمة، وتطور العدد ليصل في سنة 2011 لـ 32٬062 نسمة.
يظهر هذا المخطط البياني تطور النمو السكاني لـ لوغو

## توأمة
للوغو اتفاقيات توأمة مع كل من:
- كولمباخ
- Geel [الإنجليزية]‏
- Choisy-le-Roi [الإنجليزية]‏
- Nervesa della Battaglia [الإنجليزية]‏
- ويكسفورد
- تايآن
- يوكنعام
- بودفا

## أعلام
- ماريو ليجا
- لورا ميلاندري
- ماتيا فيليبي
- ريكاردو موريتي
- آلان مارانجوني
- فرانشيسكو باراكا